# Shadows (musikalbum)
Shadows är ett musikalbum av Nilla Nielsen, utgivet digitalt i januari 2010 på Gecko Music. Producerad av Nilla Nielsen.
Alla låtarna på Shadows är skrivna och producerade av Nilla Nielsen förutom "Sky Blue", som är en cover av Peter Gabriels soundtrack till filmen ”Rabbit-proof fence”. 
Titellåten ”Shadows” och annan musik av Nilla Nielsen är med i Greenpeace klimatfilm ”Framtiden börjar nu”. Låten ”Sorry” är med i dokumentärfilmen om hemlösa "Känn ingen sorg för mig Helsingborg" av Jill Jarnsäter och Diddi Olofsson.
Sången ”Spirit sister” är specialskriven till Lena Landéns undervattensfilm om fridykning med vilda delfiner.

## Låtlista
1. Shadows - (Nilla Nielsen)
2. Sorry - (Nilla Nielsen)
3. Spirit Sister - (Nilla Nielsen)
4. Sky Blue - (Peter Gabriel)
5. Forgiveness - (Nilla Nielsen)
6. Black Forest - (Nilla Nielsen)
7. I Am A Mess - (Nilla Nielsen)

## Band
- Nilla Nielsen - Sång, gitarr, slagverk, klaviatur & synthesizer

## Musikvideor
- Shadows, 2010
- Spirit Sister, 2010

## Fotnoter
1. ↑  ”Recension av Shadows” Arkiverad 4 maj 2012 hämtat från the Wayback Machine., Bjurman / From a friend, 11/4 2011